# 桧垣理奈
桧垣 理奈（ひがき りな、1977年3月2日 - ）は、日本のフリーアナウンサー。

## 来歴
愛媛県新居浜市生まれ。両親が教員で転勤族であったため、愛媛県内外を転々としながら育った。
小学生時代、放送委員だったころ先生から「アナウンサーの才能がある」と評価されたことで、テレビの道を考えるようになった。
愛媛大学教育学部在学中、ラジオ局の音楽番組のアシスタントを務めていた。同番組での活動をきっかけにアナウンサーを志すようになり、家庭教師のアルバイト代で愛媛から週に1回のペースで東京のアナウンススクールに通い始める。
入社試験は教員を勧めていた両親から反対を受けたが、「人生に悔いを残す」とチャレンジした。就職活動の結果、あいテレビ (ITV) に200人近くの応募者の中から採用される。
1999年、あいテレビにアナウンサーとして入社。2006年12月、あいテレビを退職。
活動拠点を関東地方へと移し、2007年にシー・フォルダ所属のフリーアナウンサーになる。同社からの派遣により、2008年3月から2010年3月までテレビ埼玉 (TVS) の契約アナウンサーを務めていた。
2010年代前期には山梨県を拠点に活動。テレビ・ラジオでの活動と並行して、甲府市内にあるカルチャースクールの講師や市内で開かれるパネルディスカッションの司会も務めていた。

## 人物
家族は両親、4歳下の妹がいる。
両親の他、祖父も教育者だった。

### 趣味・特技
長風呂、旅行、スポーツ観戦、読書、ドライブ、溶岩浴、ピアノ

### 資格
普通自動車免許、日本漢字能力検定2級、第一種教育免許、AEAJ認定アロマテラピーアドバイザー、雑穀エキスパート、日本茶アドバイザー

### 性格・嗜好
- 性格は曲げることは嫌いで、抜けている面も多いという[3]。
- 好みのタイプは「九州男児のように男らしい性格の人」[3]。
- 父の影響でジャイアンツファンだったが、星野仙一が監督に就任したことがきっかけで「星野ファン」になった[10]

## 担当番組

### テレビ番組
- キャッチあい（あいテレビ） - キャスター、リポーター
- 昼と夜の定時ニュース（あいテレビ） - キャスター
- 県政ウィークリー（あいテレビ） - リポーター、ナレーター
- こんにちは愛媛県です（あいテレビ） - リポーター、ナレーター、ディレクター[11]
- ラブユーTV（あいテレビ） - 司会、リポーター
- 高校野球ダイジェスト2007（とちぎテレビ） - キャスター
- 高校野球ダイジェスト2008（テレビ埼玉） - キャスター
- こんにちは県議会です（テレビ埼玉） - キャスター
- ひるたま（テレビ埼玉） - キャスター
- テレ玉ニュース・NEWS930（テレビ埼玉） - キャスター
- ごごたま（テレビ埼玉） - 司会
- ゆうどきネットワーク（NHK）[12]

### ラジオ番組
- Yes! Morning（FM FUJI） - 月曜・火曜パーソナリティ（2012年4月[13] - 2014年3月[14]）